# Aulacaspis kuzunoi
Aulacaspis kuzunoi är en insektsart som beskrevs av Kuwana och Muramatsu 1932. Aulacaspis kuzunoi ingår i släktet Aulacaspis och familjen pansarsköldlöss. Inga underarter finns listade i Catalogue of Life.